# FUSED
FUSED is een aanbiddingsband uit Ede/Utrecht/Nieuwegein. De band was actief tussen 2002 en 2009. FUSED begeleidde in die periode de samenzang op diverse christelijke (jongeren)avonden. Met de cd's 'Bereid de weg' (2003) en 'Niemand kent de dag' (2006) heeft de groep ook een belangrijke bijdrage geleverd aan Nederlandstalige aanbiddingsmuziek.

## Biografie

### Begeleidingsbandje
De geschiedenis van FUSED begint met zanger/gitarist Rutger verhoek, gitarist Aswin van der Linde en drummer Jeroen Solinger als begeleidingsbandje op bezinningsmomenten van de Christelijke Hogeschool Ede en op interkerkelijke praise-avonden (Pitstop en Fusion) in Zeist. Al snel voegen zangeres Lonneke Quast, bassist Leon Solinger en toetsenist Maarten Hagg zich bij het trio. In mei 2002 is FUSED voor het eerst compleet.
Sindsdien speelde FUSED onder meer op het Flevo Festival, het Soul Survivor Festival, in jeugdkerk GodFashion, in het voorprogramma van Gerald Troost, op evenementen van de HGJB en de Evangelische Omroep, en in verschillende (jeugd)diensten van kerken door heel Nederland.

### Originele aanbiddingsmuziek
Zanger Rutger Verhoek schreef samen met Michiel van Heusden een aantal nieuwe Nederlandstalige aanbiddingsliedjes. Dit vanuit de behoefte aan originele aanbiddingsmuziek in de eigen taal, in plaats van de vele vertalingen van Amerikaanse worship muziek die veel in Nederlandse kerken gezongen wordt. Verhoek en Van Heusden besloten de eigen liedjes op te nemen, en vroegen daarvoor de medewerking van FUSED. De samenwerking resulteerde eind 2003 in de eerste cd: 'Bereid de weg'. De cd werd uitgebracht door Highway Music.
Ruim twee jaar later nam FUSED opnieuw een cd op: 'Niemand kent de dag'. Ook deze keer met liedjes van Verhoek en Van Heusden. De cd bevat ook een aantal bestaande aanbiddingsliederen. 'Niemand kent de dag' verscheen in april 2006, ook bij Highway Music.

### Nieuwe wegen
Eind 2006 stapten Lonneke, Jeroen en Leon uit de band. Gastmuzikant Jelmer Solinger (viool, percussie) kwam er juist bij, en geluidsman René pakte de basgitaar. In deze formatie speelde de band nog een paar jaar in intiemere setting. Begin 2010 besloten de bandleden te stoppen. Inmiddels spelen Rutger (gitaar), Jeroen (drums) en Leon (basgitaar) in de begeleidingsband van Matthijn Buwalda.

## Discografie
- Bereid de weg (2003, Highway Music)
- Niemand kent de dag (2006, Highway Music)